# Мангри вологого тихоокеанського узбережжя
Мангри вологого тихоокеанського узбережжя (ідентифікатор WWF: NT1423) — неотропічний екорегіон мангрових лісів, розташований на заході Центральної Америки.

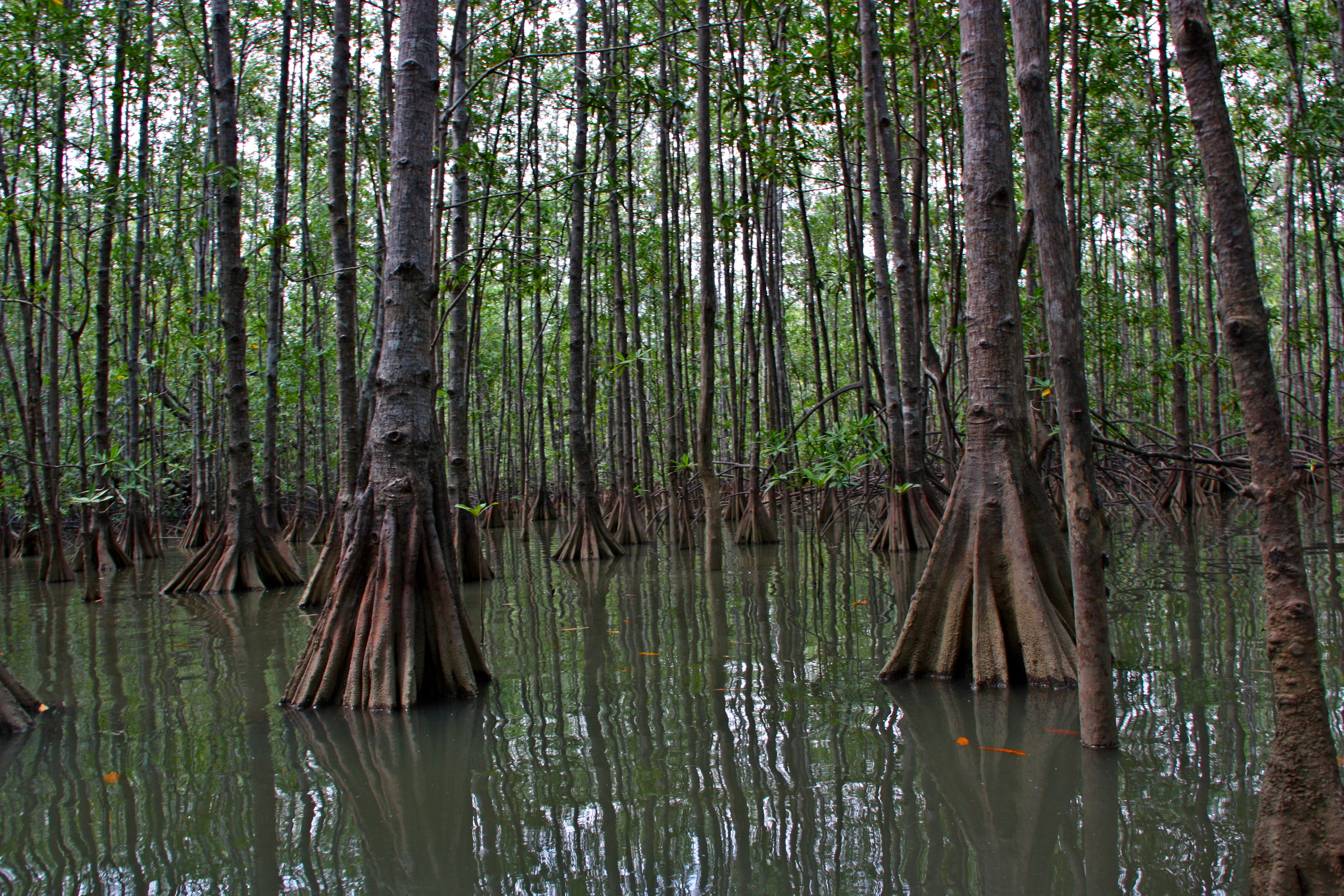
Мангровий ліс на острові Дамас (Коста-Рика)

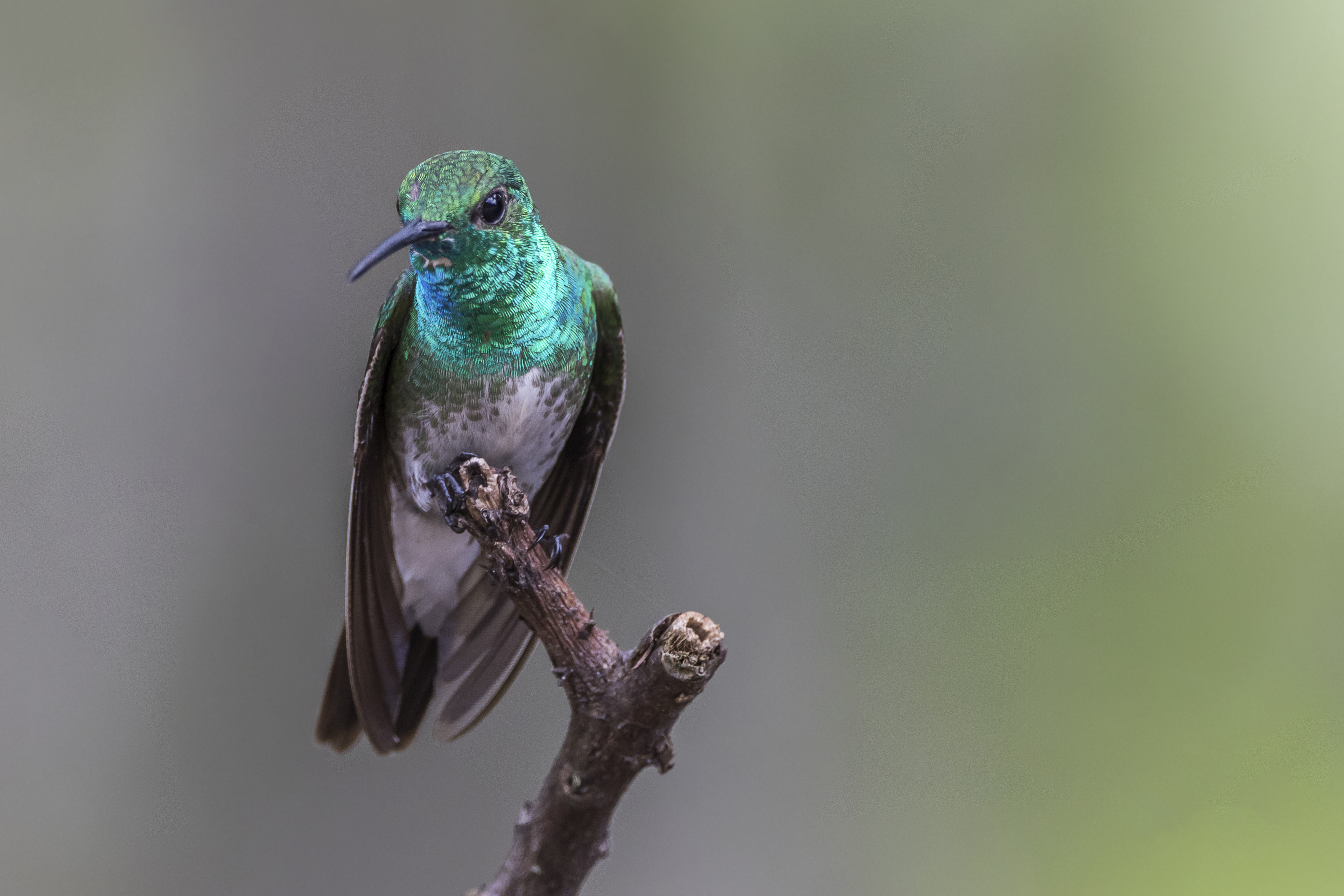
Мангровий аріан (Amazilia boucardi)

## Географія
Екорегіон мангрів вологого тихоокеанського узбережжя охоплює ділянки мангрових лісів, поширені на узбережжі Тихого океану в Коста-Риці та Західній Панамі. Він включає прибережну смугу довжиною 500 км, яка простягається від міста Хако на заході Коста-Рики до південно-західного кута півострова Асуеро на півдні Панами. Мангрові ліси екорегіону зустрічаються переважно на солонуватих окраїнах прибережних лагун та у гирлах річок, що стікають з гір Кордильєра-де-Таламанка, у районах, де припливно-відпливні коливання підтримують баланс прісної та солоної води. Мангри простягаються лише на кілька кілометрів вглиб від морського узбережжя, де переходять у панамські тихоокеанські вологі ліси.
Основні ділянки мангрових лісів екорегіону розташовані (з північного заходу на південний схід):
- в заповіднику Плая-Ермоса[es] на південь від коста-риканського міста Хако[en];
- в гирлах річок Пакіта і Дамас та на острові Дамас[es];
- в гирлах річок Терраба[en] та Сьєрпе[en], які зливаються, утворюючи водно-болотні угіддя Терраба-Сьєрпе[en];
- на узбережжі затоки Гольфо-Дульче[en] на південному заході Коста-Рики;
- на узбережжі затоки Чирикі, зокрема в гирлі річки Чирикі[en];
- на південному сході острова Коїба[es] у затоці Чирикі;
- на узбережжі затоки Монтіхо[es] на півдні Панами.

## Клімат
В межах екорегіону переважає вологий мусонний клімат (Am за класифікацією кліматів Кеппена). Опадів в регіоні випадає більше, ніж на тихоокеанському узбережжі північної частини Центральної Америки. За рік тут випадає понад 2000 мм опадів, переважно з травня по грудень, а на півдні екорегіону середньорічна кількість опадів досягає 3647 мм. Сухий сезон тут також коротший, ніж на півночі, що сприяє розвитку мангрових лісів. Він триває з січня по квітень, коли міжтропічна зона конвергенції рухається на південь. Це спричиняє підняття холодніших, багатих на поживні речовини глибинних водних мас до поверхні океану.

## Флора
Мангрові ліси екорегіону більш розвинені, ніж мангри посушливого тихоокеанського узбережжя, поширені далі на північ, як через більшу річну кількість опадів, так і через більший стік прісної води з гір у внутрішніх районах Коста-Рики та Західної Панами, який приносить більшу кількість поживних речовин. У манграх регіону зустрічаються різні види мангрових дерев — червоні мангри (Rhizophora mangle), жовті мангри (Rhizophora harrisonii), розгалужені мангри (Rhizophora racemosa), чорні мангри (Avicennia germinans), двоцвіті мангри (Avicennia bicolor), білі мангри (Laguncularia racemosa) та чайні мангри (Pelliciera rhizophorae). У більш вологій південній частині екорегіону поширені чайні мангри (Pelliciera rhizophorae) та розгалужені мангри (Rhizophora racemosa).
Серед інших видів, поширених у мангрових лісах регіону, слід відзначити мангрову папороть (Acrostichum aureum) та болотяну табебую (Tabebuia palustris). У внутрішніх районах мангрові ліси переходять у заболочені ліси, основу яких складають криваві драконові дерева (Pterocarpus officinalis), панамські кампносперми (Campnosperma panamense), гвінейські бактріси (Bactris guineensis) та пальми йолільйо (Raphia taedigera).

## Фауна
Мангри тихоокеанського узбережжя Коста-Рики та Західної Панами є важливим середовищем проживання для багатьох видів водоплавних та коловодних птахів, а також для багатьох інших тварин, які шукають тут їжу та притулок. Вони є важливими місцями нересту та розплідником для мальків різноманітних риб та молюсків, які живуть в прибережних районах.
Серед поширених в екорегіоні птахів слід відзначити мускусну качку (Cairina moschata), бурого пелікана (Pelecanus occidentalis), рожевого косаря (Platalea ajaja), білого ібіса (Eudocimus albus), мангрового кукліло (Coccyzus minor), золотистого пісняра-лісовика (Setophaga petechia), мангрову білозорку (Tachycineta albilinea), мангрового канюка-крабоїда (Buteogallus anthracinus subtilis), зелену чаплю (Butorides virescens), широкодзьобого квака (Cochlearius cochlearius), бразильського баклана (Phalacrocorax brasilianus), сірошийого пастушка (Aramides cajaneus), гвіанського пастушка (Aramides axillaris), амазонійського рибалочку (Chloroceryle amazona), американського кулика-довгонога (Himantopus mexicanus) та майже ендемічного мангрового колібрі-шаблекрила (Phaeochroa cuvierii). Ендеміками екорегіону є  мангрові аріани (Amazilia boucardi) та жовтодзьобі блаватники (Caprodectes antoniae). Мангрові аріани (Amazilia boucardi) віддають перевагу нектару чайних мангрів  (Pelliciera rhizophorae) — єдиного виду мангрових дерев, який запилюється хребетними тваринами.
В мангрових заростях екорегіону зустрічається багато різноманітних ссавців, зокрема білохвості олені (Odocoileus virginianus), які живляться листям двоцвітих мангрових дерев (Avicennia bicolor) та білих мангрових дерев (Laguncularia racemosa), а також колумбійські ревуни (Alouatta palliata), панамські капуцини (Cebus imitator), неотропічні видри (Lontra longicaudis), звичайні ракуни (Procyon lotor), північні тамандуа (Tamandua mexicana), карликові мурахоїди (Cyclopes didactylus) та низинні паки (Cuniculus paca). Серед поширених в екорегіоні плазунів слід відзначити гострорилого крокодила (Crocodylus acutus), крокодилового каймана (Caiman crocodilus), шоломоносного василіска (Basiliscus plumifrons), чорну шипохвосту ігуану (Ctenosaura similis), звичайну ігуану (Iguana iguana) та імператорського удава (Boa imperator).

## Збереження
Основними загрозами для збереження природи регіону є вирубка мангрових лісів та розвиток прибережної інфраструктури. Основними природоохоронними територіями екорегіону є Національний парк П'єдрас-Бланкас, Природний змішаний заповідник Гольфіто та Заповідник водно-болотних угідь Терраба-Сьєрпе в Коста-Риці, а також Національний морський парк затоки Чирикі та Національний парк Коїба в Панамі.